# Tierpark Nadermann
Koordinaten: 51° 47′ 48,5″ N, 8° 29′ 47,7″ O
Der Tierpark Nadermann ist ein privat geführter Zoo im Delbrücker Ortsteil Schöning in Nordrhein-Westfalen.

## Anlage
Der Tierpark Nadermann wurde im Jahr 1967 gegründet und befindet sich seitdem in Familienbesitz. Einst auf dem Gelände eines alten Bauernhofes entstanden, wuchs der Park in den folgenden Jahren stetig und bildet heute ein Areal mit einer Fläche von acht Hektar. Die direkt an das Naturschutzgebiet Rietberger Emsniederung angrenzende Anlage kann über einen Rundweg besichtigt werden. In den vergangenen Jahren gab es umfangreiche Investitionen zur Errichtung neuer moderner Tiergehege, heute sind viele der im Tierpark beheimateten Tiere in Freigehegen zu sehen.

## Tiere
Der Zoo ist mit ca. 600 Tieren aus etwa 100 Arten besetzt. Einen Schwerpunkt des Tierbestands bilden Raubtiere, hierzu zählen unter anderem Geparde, Löwen, Leoparden, Jaguare und Ozelote. Weitere in Freigehegen gehaltene Arten sind Dromedare, Lamas, Trampeltiere, Alpakas und diverse Ziegenrassen.
Erwähnenswert sind zudem ein naturnah gestaltetes Freigehege für Javaneraffen sowie diverse Großvolieren, in denen verschiedene Greifvogelarten wie Geier und Eulen beheimatet sind. Mittels einer Eisenbahn kann ein Rentier-Gehege durchfahren werden.

## Touristik
Der Tierpark hat von November bis März geschlossen.